# 永丰塔 (山东)
永丰塔，又称梵塔，位于山东省巨野县县城东南角，汽车站附近。2006年公佈为山东省文物保护单位。現為全国重点文物保护单位。
根据《巨野县志》，永丰塔始建于唐代，完成于宋代。明、清多有修缮。1990年，全县居民集资18万元，再次进行了维修。
永丰塔是楼阁式砖塔，八棱等边，共四门，现存五层，塔高31米，底层周长44米，最上层周长36米。四面环水。其南侧有一座摒盗碑（石碑下是一只大乌龟，上面是一只盘旋的龙）。